# 所羅門冰川
所羅門冰川（英語：Solomon Glacier），是南極洲的冰川，位於維多利亞地的斯科特海岸，處於皇家學會嶺，最終注入波特冰川，在1994年由美國南極名稱諮詢委員命名，現時由南極條約體系管理。